# Убийство Оскара Гранта
Оскар Грант III был 22-летним американцем афроамериканского происхождения, который трагически погиб ранним утром 1 января 2009 года в городе Окленд, штат Калифорния. Его застрелил офицер полиции транспортной системы Bay Area Rapid Transit (BART) Йоханнес Мезерле.
Инцидент произошёл после того, как полиция BART прибыла на станцию Фрутвейл, чтобы разобраться с сообщениями о драке среди пассажиров переполненного поезда, следовавшего из Сан-Франциско. Во время задержания Гранта и нескольких других пассажиров офицер Энтони Пирон ударил Гранта коленом в голову и приказал ему лечь лицом вниз на платформу. Однако вместо того чтобы подчиниться, Грант встал. Тогда Йоханнес Мезерле достал пистолет и выстрелил ему в спину.
Пострадавшего доставили в медицинский центр Хайленд в Окленде, где он скончался. Инцидент был зафиксирован несколькими очевидцами на мобильные телефоны, после чего записи были переданы в СМИ и распространены в интернете, где получили широкое распространение. В последующие дни в Окленде проходили массовые акции протеста и демонстрации в поддержку Оскара Гранта. Некоторые из этих мероприятий вылились в беспорядки.
Некоторые пассажиры поезда, включая Софину, девушку Оскара Гранта, попытались разнять дерущихся. Вскоре машинист объявил, что поезд остановлен и на станцию прибывает полиция.
Когда пассажиры начали выходить из вагонов, Грант и его спутница заметили приближающихся полицейских и, чтобы избежать задержания вместе, разошлись в разные стороны. Подходя к составу, сотрудники полиции начали отбирать тех, кого подозревали в участии в драке.
Офицер Энтони Пирон подошел к двум афроамериканским мужчинам, сорвал куртку с одного из них, затем прижал троих человек к стене и потребовал, чтобы все, кто предположительно причастен к потасовке, вышли из поезда и подошли к нему. Однако никто из пассажиров не откликнулся на его требования. Тогда Пирон вошел в вагон, чтобы проверить, не скрываются ли там возможные участники конфликта. Увидев Оскара Гранта, он вывел его наружу и задержал.
30 января 2010 года прокуроры округа Аламида предъявили Йоханнесу Мезерле обвинения в совершении убийства второй степени в рамках дела о стрельбе, произошедшей в Окленде. После инцидента Мезерле ушёл в отставку и заявил о своей невиновности. Судебный процесс над ним начался 10 июня 2010 года. 8 июля 2010 года суд признал Мезерле виновным в непредумышленном убийстве, но оправдал его по более тяжким статьям — умышленное убийство и убийство в состоянии аффекта.
Хотя первоначальные протесты, прошедшие 8 июля 2010 года в связи с вынесенным вердиктом, были мирными, с наступлением ночи ситуация эскалировала: в Окленде начались акты мародёрства, поджоги, разрушения имущества и локальные беспорядки. В результате было арестовано около 80 человек. 5 ноября 2010 года Йоханнес Мезерле был приговорён к двум годам тюремного заключения с учётом времени, проведённого в предварительном заключении. Он отбывал наказание в тюрьме округа Лос-Анджелес под усиленной охраной и содержался в отдельной камере для обеспечения личной безопасности. 13 июня 2011 года Мезерле был условно досрочно освобождён после отбывания 11 месяцев заключения.
Адвокат по гражданским правам из Окленда Джон Беррис подал от имени семьи Оскара Гранта иск против транспортной системы BART о неправомерной смерти, требуя компенсации в размере 25 миллионов долларов. В 2011 году было достигнуто мировое соглашение между BART, дочерью и матерью Гранта, предусматривающее выплату компенсации в общей сложности 2,8 миллиона долларов. Кроме того, были заключены отдельные соглашения с несколькими друзьями Гранта, подавшими иски о физическом и психологическом воздействии со стороны полиции. Отдельный иск отца Гранта, однако, был отклонён судом присяжных, поскольку было установлено, что он не принимал достаточного участия в жизни сына из-за своего тюремного заключения.
Убийство Оскара Гранта и последовавшие за ним протесты сыграли важную роль в становлении общественного движения за расовую справедливость в США, став одним из предшествующих толчков для возникновения инициативы Black Lives Matter, официально учреждённой в 2013 году. О событиях того дня также напомнил биографический драматический фильм «Станция „Фрутвейл“» (2013), снятый режиссёром Райаном Куглером, который повествует о последних 24 часах жизни Гранта, его гибели и её непосредственных последствиях.

## Вовлеченные стороны

### Оскар Грант III
Оскар Джулиус Грант III (27 февраля 1986 — 1 января 2009) жил в городе Хейвард, штат Калифорния. Он работал разделочником мяса на рынке Farmer Joe в районе Димонд города Окленда, ранее трудился в нескольких ресторанах сети Kentucky Fried Chicken. Грант учился в средней школе Сан-Лоренцо, а затем в средней школе Маунт-Эден в Сан-Лоренцо и Хейворде соответственно, но не окончил их, позднее получив аттестат о среднем образовании. На момент гибели он находился на условно-досрочном освобождении после отбытия шестнадцатимесячного срока заключения за хранение огнестрельного оружия.
Похороны Оскара Гранта состоялись 7 января 2009 года в баптистской церкви Пальма-Сейя в городе Хейвард. После его гибели мать, сестра, дочь и девушка Гранта (являющаяся матерью его ребёнка) подали иск против транспортной системы BART о неправомерной смерти. В 2011 году стороны достигли соглашения, завершившего судебное разбирательство.

### Йоханнес Мезерле
Йоханнес Себастьян Мезерле (родился в 1982 году в Германии) вырос в области залива Сан-Франциско. Мезерле окончил среднюю школу новых технологий в Напе, Калифорния.
В марте 2007 года Мезерле начал работать полицейским в транспортной системе Bay Area Rapid Transit (BART).

## Инцидент
В канун Нового года Оскар Грант праздновал вместе с группой друзей на набережной Эмбаркадеро в Сан-Франциско. Он и ещё около восьми человек возвращались в район Восточного залива (East Bay) в головном вагоне поезда BART, следовавшего на станцию Фрутвейл в Окленде. В новогоднюю ночь транспортная система BART предоставляла расширенный график работы, а также предлагала специальный билет под названием «Flash Pass» для удобства пассажиров.
Примерно в 2:00 ночи по тихоокеанскому летнему времени полиция BART получила сообщение о массовой драке с участием около 20 человек в поезде, следовавшем со станции Западный Окленд. Участники конфликта были описаны как находящиеся в состоянии алкогольного или наркотического опьянения.
На место происшествия первыми прибыли офицеры полиции BART Тони Пирон и Мэрисоль Доменичи. Они вывели Оскара Гранта и ещё нескольких мужчин, подозреваемых в участии в драке, из поезда и задержали на платформе станции. Офицер Пирон надел наручники на друга Гранта, что вызвало недовольство среди некоторых пассажиров. Затем Пирон поставил Гранта и ещё двух задержанных у стены для дальнейшего оформления задержания.
Когда на станцию Фрутвейл прибыли ещё пять офицеров полиции BART, включая Йоханнеса Мезерле и его напарника Энтони Воффиндена, они описали происходящее как «хаотичную» ситуацию.
Офицер полиции BART Мэрисол Доменичи была одной из первых сотрудников, прибывших на место происшествия вместе со своим напарником Тони Пироном. Вместе они попытались установить контроль над пассажирами, выходящими из поезда. Во время последующих слушаний, проведённых BART, Доменичи заявила, что Оскар Грант и его друзья оскорбляли её и отказывались выполнять команды. По её словам, «если бы они выполняли приказы, этого бы не случилось. Вероятно, их бы просто оштрафовали и отпустили». В ходе внутреннего расследования, проведённого независимой юридической фирмой, нанятой транспортной системой BART, было установлено, что Пирон дал недостоверные сведения, утверждая, что получил подтверждение от машиниста поезда о причастности задержанных к драке. Согласно показаниям машиниста, она сообщила Пирону, что не может точно определить, принимали ли эти люди участие в конфликте.
Видеозапись с мобильного телефона, показанная местным телеканалом KTVU 23 января, демонстрирует, как за две минуты до выстрела офицер Энтони Пирон бросился к одному из задержанных мужчин и нанёс ему несколько ударов по лицу.  В гражданском иске против BART семья Оскара Гранта утверждала, что Пирон также оттолкнул Гранта к стене и ударил его коленом в лицо. Записи, сделанные очевидцами, опровергли заявления Пирона следователям о том, что Грант, 22-летний житель Хейварда, пытался ударить или пнуть его. Согласно отчёту внутреннего расследования, Пирон нанёс Гранту удар по голове и ударил его коленом, что, как предполагается, могло стать причиной травм, зафиксированных во время вскрытия, включая переломы черепа и гематому. До публикации отчёта в мае 2019 года адвокат Пирона настаивал, что Грант якобы пытался ударить офицера коленом в пах, а также ударил Доменичи по руке, когда она надевала наручники на одного из его друзей.
Согласно показаниям свидетелей, агрессивное поведение во время инцидента проявлял офицер Энтони Пирон. Адвокат семьи Гранта Джон Беррис оспорил версию событий, изложенную Пироном, утверждая, что в момент остановки поезда Оскар Грант и его друзья вели себя «мирно». По данным свидетелей, Грант сидел у стены на платформе и держал руки вверх, демонстрируя покорность. В ходе судебного разбирательства были представлены дополнительные видеозаписи с мобильных телефонов, на которых зафиксировано, как Пирон стоит над лежащим Грантом непосредственно перед выстрелом и произносит: «Сучий ниггер, да?». Пирон и его защита заявили, что он лишь повторил оскорбительное выражение, которое, по его словам, выкрикнул в его адрес сам Грант.
Пока десятки пассажиров остановившегося поезда кричали и выражали недовольство действиями полиции, офицеры Йоханнес Мезерле и Энтони Пирон повернули Оскара Гранта лицом вниз на платформе. По словам Пирона, Грант не подчинялся их командам и выражался в их адрес. Некоторые свидетели, однако, утверждали, что Грант умолял полицейских не применять к нему электрошокер. Пирон встал коленом на шею Гранта и сообщил ему, что он арестован за сопротивление представителю власти.
Мезерле попытался надеть наручники на Оскара Гранта, но не смог дотянуться до его рук. После этого он встал, снял с предохранителя свой пистолет SIG Sauer P226 и выстрелил Гранту в спину. Сразу после выстрела Мезерле, по свидетельствам очевидцев, был потрясён и поднёс руки к лицу. Некоторые из присутствовавших сообщили, что он несколько раз произнёс: «О Боже мой!». Пуля калибра .40 из полуавтоматического пистолета вошла в спину Гранта, прошла сквозь тело и вышла спереди, после чего рикошетом от бетонной платформы повредила ему лёгкое.  По словам одного из свидетелей, Грант, находясь в шоковом состоянии, воскликнул: «Вы выстрелили в меня! У меня четырёхлетняя дочь!». Оскар Грант скончался через семь часов после инцидента, в 9:13 утра того же дня, в медицинском центре Хайленд в Окленде.
Сразу после инцидента появились слухи о том, что на Оскара Гранта были надеты наручники перед выстрелом. Однако, согласно судебным документам окружной прокуратуры, его руки находились за спиной, и он был описан как «обездвиженный и безоруженный», но прямо не указано, что ему надели наручники. Йоханнес Мезерле заявил следствию, что опасался, что Грант попытается достать пистолет из-за пояса. На следующий день после стрельбы представитель BART Джим Эллисон подтвердил, что на момент выстрела наручники на Гранте отсутствовали. Несколько свидетелей также показали, что Грант отказывался протягивать руки для их надевания. В гражданском иске семьи Гранта против BART утверждалось, что наручники были надеты на него только после того, как ему был нанесён смертельный выстрел.

## Видеодоказательства
Факт стрельбы был задокументирован очевидцами, снимавшими происходящее на мобильные телефоны. Камеры пассажиров зафиксировали момент, когда полиция BART задерживала Оскара Гранта и нескольких других мужчин, подозреваемых в участии в конфликте на борту поезда. Некоторые свидетели показали на предварительных слушаниях по делу Йоханнеса Мезерле, что начали записывать видео, поскольку посчитали действия полиции излишне агрессивными. Полученные записи были переданы новостным телеканалам, а также размещены в интернете, где быстро получили широкое распространение.
Адвокат из Окленда Джон Беррис, представлявший интересы семьи Гранта в гражданском иске против BART, утверждал, что транспортная полиция конфисковала у очевидцев несколько мобильных телефонов, на которых могли находиться дополнительные видеозаписи инцидента. Окружной прокурор округа Аламида Том Орлофф отметил, что некоторые из изъятых записей были использованы в ходе предварительного следствия и способствовали выдвижению обвинений против Йоханнеса Мезерле. Свидетели утверждали, что сотрудники полиции BART пытались изъять устройства прямо на месте происшествия. Однако сама полиция BART так и не подтвердила факт массовой конфискации камер или видео с них.
Окружной прокурор Том Орлофф отметил, что несколько видеозаписей, предоставленных пассажирами и не опубликованных в открытых источниках, «очень помогли» в ходе расследования.
2 января телеканал KTVU показал видеозапись стрельбы, сделанную анонимным пассажиром на мобильный телефон. 23 января тот же канал опубликовал ещё одну видеозапись, на которой был виден момент, когда один из офицеров ударил Оскара Гранта по лицу за несколько минут до выстрела. В конце февраля телеканал KRON 4 показал дополнительное видео инцидента, снятое с другого ракурса, что позволило получить более полное представление о происшествии.
Представитель BART Линтон Джонсон назвал записи с камер видеонаблюдения на станции Фрутвейл «безобидными». По его словам, камеры зафиксировали некоторые моменты инцидента, однако выстрел в Оскара Гранта на них не попал.
Фрэнк Борелли, бывший полицейский и писатель, отметил, что кадры, запечатлённые на видео за мгновение до выстрела, столь же важны для понимания произошедшего, как и сам момент стрельбы. По его мнению, «четыре офицера находились в условиях высокого стресса, учитывая относительно замкнутое пространство и большое количество людей в поезде BART, громко выражавших недовольство действиями полиции. Если бы ситуация эскалировала дальше, они оказались бы в меньшинстве перед лицом группы, уже проявившей агрессию по отношению к представителям власти».
После изучения видеозаписей инцидента с различных ракурсов эксперт по применению силы и бывший полицейский Рой Бедард, первоначально называвший стрельбу несчастным случаем, пересмотрел своё мнение. Он заявил: «Мне неприятно это говорить, но это похоже на казнь», добавив, что «Это действительно плохо для офицера». В свою очередь профессор права Университета Сан-Франциско Роберт Тэлбот отметил, что видеоматериалы могут поддерживать версию о том, что выстрел был случайным, подчеркнув: «Ничто в позе Мезерле не выглядит убийственно».

### Влияние видеозаписей
Видеозаписи инцидента быстро распространились в интернете и получили широкое общественное внимание. В первые несколько дней после стрельбы видео посмотрели более 700 тысяч человек. Запись, опубликованная местным телеканалом на своём сайте, была загружена свыше 500 тысяч раз за четыре дня, а видеоматериал одного из независимых медиа-ресурсов набирал в среднем более 1000 просмотров в час. Наличие прямых доказательств произошедшего вызвало широкое возмущение среди населения, что стало причиной массовых протестов и, в ряде случаев, переросло в беспорядки.

## Процесс обзора и расследования BART
После инцидента в 2009 году Йоханнес Мезерле прошёл тест на наличие наркотиков и алкоголя в организме в соответствии с установленной процедурой полиции BART. Результаты теста не выявили следов наркотических или алкогольных веществ в его организме. Позже Мезерле нанял адвоката по уголовным делам и отказался давать показания следствию, сославшись на положения Закона о процедурных правах сотрудников общественной безопасности (разделы 3300–3313 Правительственного кодекса Калифорнии), а также на Пятую поправку к Конституции США, гарантировавшую ему право не свидетельствовать против самого себя в связи с возможностью самообвинения.
После инцидента транспортная система BART инициировала внутреннее расследование. 5 января 2009 года адвокат Мезерле попросил перенести запланированную встречу своего клиента со следователями BART. Администрация и сотрудники полиции BART потребовали, чтобы Мезерле лично явился на допрос 7 января, однако он не прибыл. Вместо него на встречу пришли его адвокат и представитель ассоциации офицеров полиции BART, которые передали заявление об отставке Мезерле.
После публикации видеозаписей стрельбы Йоханнес Мезерле и его семья подверглись многочисленным угрозам физической расправы. В связи с этим Мезерле неоднократно менял место жительства, как минимум дважды переехав. Его родители временно покинули свой дом в городе Напа из-за поступавших в их адрес угроз убийства.
Мэрисоль Доменичи дала показания в ходе слушаний по делу о стрельбе. Позднее она была уволена из полиции BART на основании обвинений в предоставлении недостоверных сведений следователям. Доменичи подала апелляцию на решение об увольнении. 18 декабря 2010 года стало известно, что трудовой арбитр из Сан-Франциско Уильям Рикер вынес решение о её восстановлении на должности с выплатой всех причитающихся ей задолженностей по зарплате, указав, что не было достаточных оснований для утверждений о её недостоверных показаниях.

## Последствия
Инцидент с убийством Оскара Гранта и последовавшие за ним протесты получили широкое освещение в региональных, национальных и международных СМИ. В первые дни после гибели Гранта видеозаписи стрельбы распространились в интернете и были многократно просмотрены — только за первые несколько дней их посмотрели сотни тысяч человек. Массовое распространение прямых видеодоказательств стало ключевым фактором, вызвавшим общественное возмущение, массовые протестные акции и, в ряде случаев, переросшими в беспорядки.
Для разгона толпы и восстановления порядка к месту протестов была направлена полиция в защитном снаряжении. 8 января днём акции протеста проходили в мирной форме, однако к вечеру некоторые из них переросли в беспорядки и массовый вандализм. Участники, включая представителей «Черного блока», разбили сотни окон в автомобилях и магазинах, повредили несколько частных машин, а также уничтожили множество мусорных контейнеров и баков. Также пострадали общественные здания — в частности, офис внутренних дел полиции Окленда и почти полностью отреставрированный театр Fox Theatre подверглись серьёзным повреждениям. К концу вечера уровень насилия снизился. Полицией было арестовано не менее 105 человек по подозрению в совершении различных правонарушений. По предварительным оценкам, вандализм затронул более 300 коммерческих объектов.
Инцидент со стрельбой был расценен общественными деятелями и активистами как ещё один пример полицейской жестокости. Некоторые представители общественности критиковали работу полиции BART и окружной прокуратуры округа Аламида, заявляя, что расследование было проведено недостаточно тщательно. Как сообщалось в газете East Bay Times, внутреннее расследование со стороны BART было завершено уже 12 января 2009 года — спустя всего 11 дней после инцидента. Другие выражали возмущение тем, что Йоханнес Мезерле якобы не сотрудничал со следователями ни на уровне полиции, ни в рамках расследования окружной прокуратуры.

### Протест и марш во Фрутвейле; беспорядки в центре города
7 января 2009 года примерно в 15:30 в связи со стрельбой и ожиданием судебного разбирательства начались мирные протесты. Около 500 человек собрались у станции метро Фрутвейл. К раннему вечеру часть демонстрантов отправилась в центральный деловой район Окленда и дальше к центру города. В попытке предотвратить возможное эскалацию ситуации и разогнать протестующих было задействовано более 200 сотрудников полиции Окленда. Полиция перекрыла ряд улиц и перенаправила автомобильное и пешеходное движение. Продвигаясь по центральному деловому району, участники марша направились к командно-диспетчерскому пункту полиции BART на пересечении 8-й улицы и улицы Мэдисон, недалеко от станции BART «Лейк-Мерритт».
Оказавшись у командно-диспетчерского пункта полиции BART, группа разъярённых демонстрантов окружили полицейский автомобиль. Офицер, находившийся внутри, покинул машину. Затем группа из 30–40 участников протеста разбила окна автомобиля и попыталась перевернуть его. В это время линия полицейских в противогазах подошла с тыла марша и начала применять слезоточивый газ для разгона толпы.
Протест продолжился: толпа двинулась по 8-й улице через район Чайнатаун. На пересечении с Бродвеем полицейские в противогазах применили дополнительные порции слезоточивого газа, чтобы разогнать демонстрантов, приближавшихся к штаб-квартире полиции Окленда на углу 7-й улицы и Бродвея. Силы правопорядка успешно рассеяли группу, предотвратив дальнейшее продвижение к зданию.
Протестующие перегруппировались в центре города на пересечении 14-й улицы и Бродвея, где перекрыли движение автотранспорта. Некоторые участники акции легли на проезжую часть лицом вниз в знак солидарности с Оскаром Грантом, погибшим в аналогичной позе. Другие протестующие кричали в адрес полицейских и хором скандировали лозунги. На плакатах можно было увидеть надписи «Ваше представление о справедливости?» и «Копов-убийц — в тюрьму». Также участники акции зажигали свечи в память о Гранте.
Полицейские, вооружённые касками и противогазами, выстроились в шеренги на южной, западной и северной сторонах перекрёстка, оставив себе путь для отступления с восточной стороны по 14-й улице.
Примерно через час после начала стояния на перекрёстке полиция объявила приказ разойтись и начала применять к демонстрантам слезоточивый газ, резиновые пули и другое нелетальное оружие. В ответ протестующие бросали в правоохранителей бутылки, камни и прочие предметы. Полиции удалось оттеснить толпу на восток по 14-й улице в направлении Лейксайда, где ситуация эскалировала и переросла в массовые беспорядки вдоль всего участка улицы.
На протяжении всего вечера над районом находились многочисленные вертолёты. Вертолёты правоохранительных органов использовали мощные прожекторы для освещения улиц, тогда как вертолёты СМИ вели съёмку происходящего, транслируя видео в реальном времени на местные телеканалы.
В последующие часы небольшая группа участников беспорядков подожгла содержимое мусорных баков, контейнеров и газетных ящиков, а также не менее пяти автомобилей, включая патрульную машину полиции Окленда. Некоторые из них разбивали лобовые стекла припаркованных машин. Беспорядки распространились на район Лейксайд, где на Мэдисон-стрит были повреждены и сожжены несколько автомобилей. В том же районе другие участники хаоса разбили окна множества магазинов, включая витрину ресторана быстрого питания McDonald's на пересечении Джексон-стрит и 14-й улицы.
Ночь беспорядков совпала с днём вывоза мусора, поэтому по обочинам улиц было много припаркованных мусорных баков и контейнеров, которые бунтовщики использовали для разжигания костров. Также были повреждены некоторые исторические деревянные конструкции и элементы из терракоты почти полностью отреставрированного здания театра Fox Theatre. Предварительные оценки ущерба, нанесённого зданию, составили от 10 000 до 20 000 долларов.

### Появление Деллумса и вспышка беспорядков
Когда беспорядки начали распространяться на восток в направлении озера Мерритт, мэр Окленда Рон Деллумс и член городского совета Ларри Рид провели импровизированную пресс-конференцию на пересечении 14-й улицы и Джексон-стрит, неподалёку от линии столкновений. Они призвали участников беспорядков разойтись мирно. Деллумс даже присоединился к демонстрантам и вместе с ними прошёл по 14-й улице в западном направлении к ступеням мэрии, где попытался обратиться к собравшимся. Однако после негативной реакции со стороны толпы он был вынужден прервать выступление и покинул площадь, вернувшись внутрь здания.
Демонстранты продолжили движение через площадь Сити-Холл-Плаза, однако от основной группы отделились несколько разъярённых групп участников беспорядков, которые разбили окна офиса внутренних дел и отдела вербовки полицейского управления Окленда, расположенного на восточной стороне улицы 250 Frank Ogawa Plaza. Также были повреждены окна полицейских внедорожников, припаркованных возле здания.
Демонстранты продолжили движение на восток по 17-й улице, пересекли Бродвей и Франклин-стрит, где было разрушено множество магазинных витрин. Затем часть толпы вернулась в район Лейксайда, где участники беспорядков поджигали выброшенные рождественские елки. В это время полиция продолжала попытки разогнать протестующих, а в центральной части города на Бродвее беспорядки всё ещё продолжались.
Беспорядки прекратились примерно в 22:40 в районе пересечения 20-й улицы и Бродвея, у здания театра «Paramount», где полиция задержала около 80 человек по подозрению в различных правонарушениях. Большинству из них были предъявлены обвинения в подстрекательстве к беспорядкам, вандализме, нападении на полицейского и поджогах. Полицией также были изъяты два пистолета, найденных при участниках. В общей сложности за нарушения, связанные с протестами, в тот вечер было арестовано около 120 человек; к данному моменту обвинения были официально выдвинуты в отношении двоих.
В разное время в течение вечера временно были закрыты станции метрополитена BART «Фрутвейл», «Лейк-Мерритт» и «12-я улица / Окленд-Сити-Центр» в связи с проведением протестов и беспорядков.
Многочисленные фотографы и видеооператоры, как сотрудничавшие со средствами массовой информации, так и независимые, вели съёмку происходящего с близкого расстояния на улицах. Воздушную съёмку осуществляли вертолёты телеканалов, передающие изображение в реальном времени для трансляции на местных телеканалах.

### Реакция бизнес-сообщества и городских властей
Беспорядки усугубили восприятие уровня преступности в Окленде, дополнив череду грабежей с захватами заложников, имевших место в предыдущем году, и стали препятствием для привлечения экономических инвестиций. 8 января администрация мэра Рона Деллумса провела пресс-конференцию в четвёртом зале слушаний мэрии, где осудила произошедшее, назвав беспорядки регрессивным явлением. Деллумс отметил, что 40 лет назад, в 1967 году, в городе уже случались подобные события, и выразил разочарование тем, что «мы до сих пор разбиваем машины». Он также подчеркнул, что многие граждане были расстроены и «потеряли веру в систему» из-за недостаточной коммуникации со стороны BART и окружной прокуратуры в дни, последовавшие после убийства Оскара Гранта. Кроме того, BART подверглась критике за то, что не потребовала от Мезерле дать показания внутреннему расследовательскому подразделению сразу после инцидента.

## Уголовный процесс
12 января 2009 года окружной прокурор округа Аламида Том Орлофф предъявил обвинение в убийстве. Судья Высшего суда округа Аламида выписал ордер на арест Йоханнеса Мезерле после того, как тот покинул город. 13 января Мезерле был задержан у друга в Зефир-Коув, штат Невада, недалеко от озера Тахо. Его адвокат заявил, что он уехал из района залива после получения угроз смерти. Мезерле отказался от процедуры экстрадиции и был заключён под стражу в тюрьму Санта-Рита в Дублине, штат Калифорния. 15 января 2009 года он заявил о своей невиновности. 9 июля 2010 года Министерство юстиции США начало расследование инцидента в рамках защиты гражданских прав, однако позднее закрыло дело, не предъявив официальных обвинений.
30 января 2009 года судья Высшего суда округа Аламида Моррис Джейкобсон установил залог для Йоханнеса Мезерле в размере 3 миллионов долларов. Через неделю, благодаря финансовой поддержке со стороны профсоюза полицейских, Мезерле смог внести залог и был освобождён под домашний арест.
Окружной прокурор округа Аламида Том Орлофф отказался заранее уточнять, будет ли Йоханнесу Мезерле предъявлено обвинение в убийстве первой или второй степени, заявив: «Я считаю, что улики указывают на противозаконное убийство, совершённое умышленно, и из имеющихся у нас доказательств нет ничего, что могло бы смягчить это до уровня ниже убийства». Орлофф также отметил, что отказ Мезерле давать показания стал одной из причин для предъявления ему обвинения именно в умышленном убийстве, а не в непредумышленном. Кроме того, он заявил о намерении оспаривать любые ходатайства о переносе места судебного разбирательства.
Мезерле нанял адвоката по уголовным делам Майкла Рейнса из города Плезант-Хилл, ранее успешно защищавшего одного из участников дела «Оклендских всадников». До того как Рейнс стал представлять интересы Мезерле, он отмечал, что привлечь полицейского к ответственности за убийство будет сложно, поскольку закон не поощряет «оглядываться назад и оценивать» действия правоохранителей, а присяжные традиционно склонны проявлять снисходительность к ним. Защита Мезерле финансировалась из специального государственного фонда, предназначенного для поддержки полицейских.

### Слушание по вопросу освобождения под залог
30 января на слушаниях по вопросу об освобождении под залог адвокат Майкл Рейнс сообщил суду, что к моменту инцидента 1 января Йоханнес Мезерле носил электрошокер всего в течение нескольких смен и, как утверждалось, ошибочно применил табельное оружие, решив, что Оскар Грант пытался достать пистолет. Рейнс заявил: «Мистер Грант активно, активно, активно сопротивлялся аресту». По его словам, некоторые свидетели слышали, как Мезерле крикнул: «Отойдите, я собираюсь ударить его электрошокером». Адвокат также отметил, что планирует вызвать свидетелей, которые дадут показания о «степени сопротивления со стороны Оскара Гранта и других лиц», чтобы опровергнуть наличие умысла на причинение смерти.
Обвинение утверждало, что прямые видеодоказательства свидетельствуют о том, что Йоханнес Мезерле намеренно потянулся за своим табельным оружием. В своих показаниях представители окружной прокуратуры заявили: «На видео мы видим, как офицер ослабляет контроль над подозреваемым, встаёт, с некоторым трудом достаёт оружие и стреляет». Судья Моррис Джейкобсон, принимая решение об установлении залога в размере 3 миллионов долларов, согласился с тем, что заявление Мезерле о путанице между пистолетом и электрошокером противоречит его предыдущему объяснению инцидента, данному одному из сослуживцев. Он также отметил, что Мезерле может изменить свою версию событий. Позднее судья наложил запрет на публичные комментарии по делу, запретив адвокатам и следователям разглашать информацию или делать заявления для СМИ.

### Предварительное слушание
Во время предварительного слушания адвокат Майкл Рейнс утверждал, что у Мезерле не было злого умысла, необходимого для обвинения в убийстве, и что он намеревался применить электрошокер против Оскара Гранта. Офицер полиции BART дала показания, согласно которым Грант и его друзья выкрикивали оскорбления и отказались выполнить её приказ лечь на пол за мгновение до выстрела. Она заявила, что испытывала страх из-за насмешек со стороны Гранта, его друзей и других пассажиров. После семидневных слушаний судья К. Дон Клэй пришёл к выводу, что Мезерле по ошибке применил табельное оружие вместо электрошокера. Своё решение судья основывал, в частности, на заявлениях самого Мезерле другим офицерам о том, что он считал, будто Грант пытается достать пистолет. Также судья отметил, что Мезерле держал оружие двумя руками, тогда как его обучали использовать только левую руку при применении электрошокера. Если Мезерле признают виновным в убийстве первой степени, ему грозило бы пожизненное заключение без права на условно-досрочное освобождение.
Майкл Рейнс подал дополнительное ходатайство, в котором утверждал, что судья К. Дон Клэй должен пересмотреть два своих решения: одно запрещало защите представлять доказательства, касающиеся криминального прошлого Оскара Гранта, а второе — использовать доказательства того, что Йоханнес Мезерле сообщил своему сослуживцу о намерении применить электрошокер против Гранта непосредственно перед инцидентом. Рейнс заявил, что «оба постановления являются грубыми ошибками, закреплёнными на протяжении многих лет практикой калифорнийских судов и никогда не подвергавшимися сомнению», и добавил, что они «существенно нарушают право Мезерле на защиту по федеральному процессуальному законодательству».
Кроме того, Рейнс пытался добиться отстранения окружного прокурора Тома Орлоффа от дела, утверждая, что тот нарушил права его клиента, приказав двум офицерам полиции Окленда попытаться допросить Мезерле после его ареста, несмотря на то, что уже было известно о наличии у него адвоката. Однако судья Клэй отказал в удовлетворении этого ходатайства, отметив, что действия Орлоффа не свидетельствуют о предвзятости и не соответствуют установленным требованиям для отстранения обвинителя от участия в деле.

### Заявление о признании вины и выбор присяжных
19 июня 2009 года Йоханнес Мезерле заявил о своей невиновности. Суд присяжных был назначен на октябрь. Его адвокат Майкл Рейнс подал ходатайство об изменении места судебного разбирательства, ссылаясь на то, что в округе Аламида невозможно будет собрать беспристрастный состав присяжных. В качестве основных причин он указал широкое освещение дела в средствах массовой информации и социальную напряжённость, вызванную протестами и беспорядками после инцидента. Судья согласился с доводами защиты. 16 октября ходатайство было удовлетворено, а 19 ноября местом проведения суда был выбран центр Лос-Анджелеса.
Делом занимался судья окружного суда Лос-Анджелеса Роберт Дж. Перри, который заявил, что не допустит использования видеокамер в зале суда во время процесса. 19 февраля 2010 года состоялось предварительное слушание, на котором рассматривались два вопроса. Судья отказался удовлетворить ходатайство защиты об уменьшении суммы залога для Йоханнеса Мезерле. Также было отклонено ходатайство об отстранении от дела прокуроров округа Аламида. Адвокат Майкл Рейнс утверждал, что прокуроры и следователи действовали ненадлежащим образом при допросе Мезерле ранее. Ещё одно слушание было назначено на 26 марта 2010 года.
Адвокат Йоханнеса Мезерле заявил, что его клиент не совершал убийства первой степени, и попросил судью дать присяжным инструкции, ограничивающие их выбор между обвинением в убийстве второй степени и оправданием. Рейнс подчеркнул, что Мезерле не будет настаивать на том, что выстрел был сделан в состоянии аффекта или в целях самообороны. Он также утверждал, что обвинение так и не представило достаточных доказательств того, что смертельный выстрел был умышленным или непредумышленным убийством.
7 мая 2010 года судья Роберт Дж. Перри удовлетворил ходатайство защиты о рассмотрении в судебном процессе информации о предыдущем приговоре Оскара Гранта за хранение оружия и уклонение от ареста. 8 июня Перри завершил отбор присяжных после того, как стороны выдвинули свои возражения. В состав основного жюри из 12 человек вошли восемь женщин и четыре мужчины; по данным СМИ, семь присяжных были белыми, четверо — латиноамериканцами и один — представителем азиатской диаспоры. Среди шести запасных присяжных было пять женщин и один мужчина, включая трёх азиатов, двух белых и одного латиноамериканца. Сообщалось, что шестеро из отобранных присяжных имели родственные или профессиональные связи с правоохранительными органами.
Семья Оскара Гранта выразила обеспокоенность и возмущение тем, что в составе присяжных не оказалось ни одного афроамериканца. За день до начала судебного процесса заместитель окружного прокурора Дэвид Стайн обнародовал фотографию, сделанную Грантом на мобильный телефон. На снимке был запечатлён Йоханнес Мезерле, направляющий электрошокер в сторону Гранта.

### Путаница с электрошокером
Несколько экспертов, изучавших видеозаписи инцидента, предположили, что Йоханнес Мезерле мог перепутать пистолет с электрошокером, ошибочно полагая, что применяет к Оскару Гранту именно его. Такое объяснение выдвигалось как потенциальная основа для защиты. Экспертное заключение в поддержку этой версии дал свидетель Уильям Левински. Если Мезерле действительно считал, что использует электрошокер, это могло бы частично или полностью исключить умысел на убийство. Однако такая защита зависела от законности самого применения электрошокера, что также вызывало сомнения. Прокуроры, со своей стороны, указали, что документы, заполненные Мезерле после стрельбы, включая тест на содержание алкоголя в крови, свидетельствуют о том, что он менял свою версию событий.
Хотя в прошлом уже были зафиксированы случаи, когда полицейские путали пистолеты с электрошокерами, современные модели электрошокеров обычно весят почти вдвое меньше, чем табельное оружие. Обвинение указало, что «положение электрошокера Мезерле по отношению к его служебному пистолету, а также различия в их весе, форме и цвете делают крайне маловероятным, что он действительно мог перепутать одно оружие с другим».
Адвокат семьи Гранта Джон Беррис опроверг версию о путанице, заявив, что видеодоказательства не подтверждают предположение о том, что Мезерле якобы ошибочно применил пистолет, думая, что это электрошокер. По его словам, у офицера вообще не было оснований для применения какого-либо оружия. Кроме того, было отмечено, что Мезерле носил электрошокер с левой стороны тела — с противоположной стороны от пистолета — и при этом извлекал оружие правой (доминирующей) рукой, что также ставило под сомнение версию об «ошибочном применении».
Транспортная полиция BART приобрела электрошокеры модели Taser X26 в сентябре 2008 года и начала их выдачу сотрудникам после прохождения шестичасового обучения, как того рекомендовал производитель.

### Свидетельские показания
14 июня 2010 года Карлос Рейес показал в суде, что после выстрела Йоханнес Мезерле произнёс: «Чёрт возьми, я застрелил его». Бывшая подруга Оскара Гранта Софина Меса дала показания о том, что во время задержания Грант успел с ней поговорить по телефону и сказал: «Они избивают нас без причины. Я тебе перезвоню». Заместитель окружного прокурора Дэвид Стайн отметил, что этот разговор служит доказательством того, что Грант не оказывал сопротивления в момент задержания. Согласно записям сотовых операторов, между Грантом и Месой состоялись два звонка — первый в 2:05, второй — в 2:09 утра, то есть за две минуты до выстрела.
15 июня 2010 года трое свидетелей дали показания, в которых утверждали, что ни Оскар Грант, ни другие задержанные не оказывали активного сопротивления сотрудникам полиции. Все они выразили осуждение по отношению к действиям офицеров, предшествовавшим стрельбе в ту ночь.
22 июня 2010 года Джеки Брайсон, близкий друг Оскара Гранта, который в момент выстрела находился на коленях и был закован в наручники на расстоянии нескольких дюймов от Гранта, дал показания в поддержку обвинения. По его словам, руки Гранта были под его телом, и он произнёс: «Я завязываю. Я сдаюсь». Брайсон также заявил, что Йоханнес Мезерле сказал: «Нахуй всё это», прежде чем выстрелить.
Адвокат защиты Майкл Рейнс неоднократно утверждал, что Брайсон лжёт с целью добиться осуждения Мезерле. Он указал на противоречие в поведении свидетеля, отметив видео, на котором видно, как Брайсон бежит к поезду, будучи в наручниках. На вопрос Рейнса: «Вы собирались оставить своего друга на платформе, не так ли?» — Брайсон ответил: «Я бы никогда не бросил своего друга».
Рейнс также отметил, что Брайсон ранее подал гражданский иск против BART в начале января 2009 года, и его заявления содержали противоречия. В ответ Брайсон признал, что давал неверные показания следователям, поскольку не доверял полиции и испытывал сильный стресс после гибели Гранта.
25 июня 2010 года Йоханнес Мезерле выступил в суде в качестве свидетеля. Во время допроса он всхлипывал и заявил, что не осознавал, что держит пистолет, пока не услышал выстрел и не посмотрел на свою правую руку. Отвечая на вопрос своего адвоката Майкла Рейнса, Мезерле также вспомнил, как Оскар Грант произнёс после ранения: «Вы выстрелили в меня».
Судья Роберт Дж. Перри был вынужден объявить перерыв после инцидента со сторонником семьи Гранта Тимоти Киллингсом, который прервал процесс криком в адрес Мезерле: «Прибереги эти ебучие слёзы для суда». Позднее Киллингс был арестован за неуважение к суду после повторного нарушения порядка.

### Заключительные аргументы и вердикт
Судья Роберт Дж. Перри предложил присяжным три возможных квалификации по делу: убийство второй степени (наказание за которое могло составлять от 15 лет лишения свободы до пожизненного заключения), убийство, совершённое в состоянии аффекта (сроком на 3–11 лет), или непредумышленное убийство (на срок от 2 до 4 лет). Также присяжные могли вынести оправдательный приговор.
Окружной прокурор Майкл О’Брайен заявил, что действия Йоханнеса Мезерле во время инцидента содержали элементы преступного умысла, указывая на убийство второй степени или убийство в состоянии аффекта. Он также отметил, что если стрельба была несчастным случаем, то это свидетельствует о халатности офицера, что может квалифицироваться как непредумышленное убийство.
Судья Перри предложил две интерпретации шокированной реакции Мезерле после выстрела: либо он действительно ошибочно использовал пистолет, думая, что применяет электрошокер, либо осознал, что его действия могли быть зафиксированы многочисленными очевидцами.
Заключительные аргументы сторон прозвучали 1 июля 2010 года. Заместитель окружного прокурора Дэвид Стайн, утверждая, что Йоханнес Мезерле «потерял контроль над собой» в ночь инцидента, охарактеризовал стрельбу как осознанный акт, а не несчастный случай, и потребовал признать подсудимого виновным в убийстве второй степени.
В свою очередь адвокат защиты Майкл Рейнс настаивал, что стрельба была ошибкой, и попросил присяжных судить исключительно на основе доказательств, без учета «состояния отношений между полицией и обществом в стране в целом».
Суд присяжных начал работу в пятницу, 2 июля 2010 года. 5 июля, в связи с празднованием Дня независимости США, заседание было приостановлено на выходной.
6 июля 2010 года рассмотрение дела было временно приостановлено после того, как трое из основного состава присяжных были заменены: один уведомил судью о предварительно запланированном отъезде, у другого был приём к врачу, а третий присяжный заболел. На их место были включены запасные, в результате чего заседание возобновилось с участием одного нового присяжного.
Один из членов жюри задал вопрос, может ли провокация со стороны лиц, не являющихся подозреваемыми, стать обоснованием для убийства в состоянии аффекта. Заместитель окружного прокурора Дэвид Стайн утверждал, что присяжным должна быть предоставлена возможность учитывать влияние внешней среды на поведение Йоханнеса Мезерле. Адвокат защиты Майкл Рейнс выразил несогласие с такой трактовкой.
8 июля 2010 года присяжные сообщили суду, что к 14:10 вынесли вердикт. Совещание жюри длилось шесть с половиной часов на протяжении двух дней. Примерно в 16:00 был оглашён результат: Йоханнес Мезерле признан виновным в непредумышленном убийстве (involuntary manslaughter), а также невиновным в более тяжких обвинениях — убийство второй степени и убийство в состоянии аффекта.
Кроме того, присяжные признали Мезерле виновным в применении огнестрельного оружия во время совершения преступления, что могло повлечь увеличение срока заключения на десять лет, лишить его права на условное освобождение до истечения 85 % назначенного срока (в отличие от стандартных 50 %, положенных большинству осуждённых по аналогичным делам в Калифорнии).
Йоханнес Мезерле, ранее освобождённый под залог в размере 3 миллионов долларов, был взят под стражу сразу после оглашения вердикта. Дата судебного заседания для вынесения окончательного приговора была назначена на 6 августа 2010 года.
После вынесения вердикта суд опубликовал двухстраничное письмо, написанное Мезерле, в котором он заявил: «Никакие слова не могут выразить, как мне искренне жаль». В послании он также выразил соболезнования семье Оскара Гранта.

## Вынесение приговора
Первоначально приговор Йоханнесу Мезерле должен был быть вынесен 6 августа 2010 года, однако по просьбе стороны защиты дата была перенесена на 5 ноября того же года.
5 ноября 2010 года Йоханнес Мезерле был приговорён к двум годам лишения свободы с учётом времени, проведённого в предварительном заключении. С учётом зачёта отбытого срока, его фактически полагалось провести в заключении ещё 292 дня, из которых 146 дней он уже отбыл ранее.
Кроме того, судья отменил ужесточение наказания, связанное с применением огнестрельного оружия, которое могло бы добавить к приговору от трёх до десяти лет заключения.
Мезерле условно-досрочно вышел на свободу 13 июня 2011 года в 12:01.

### Апелляция
9 мая 2012 года, спустя почти год после условно-досрочного освобождения из тюрьмы, Йоханнес Мезерле подал апелляцию на свой приговор в Первый окружной апелляционный суд Сан-Франциско. Его адвокат Дилан Шаффер объяснил, что цель апелляции состояла в том, чтобы дать возможность Мезерле вернуться к работе в правоохранительных органах, поскольку его убийство находилось в послужном списке как уголовное преступление. Защита рассматривала возможность обращения в Верховный суд Калифорния и даже Верховный суд США, однако эти меры не были реализованы.
В сентябре 2012 года Верховный суд Калифорнии единогласно отказал в пересмотре апелляционного решения, подтвердив законность вынесенного ранее приговора.

## Ответы

### BART
8 января 2009 года избранная дирекция BART официально принесла свои извинения семье Оскара Гранта. Позднее транспортная система представила юридический ответ на гражданский иск, в котором утверждалось, что стрельба стала «трагической случайностью», а также что Грант своими действиями способствовал произошедшему. В своём заявлении BART отметила, что полицейские «просто защищались» и что «Оскар Грант намеренно, неправомерно и незаконно напал бы на офицеров и причинил бы им физическое насилие, ссадины и жестокое обращение, если бы они не оказали сопротивление».
В течение нескольких дней после инцидента BART провела ряд общественных встреч под руководством члена совета директоров Кэрол Уорд-Аллен. Целью этих мероприятий было снижение уровня социальной напряжённости и начало диалога с местным сообществом. Уорд-Аллен призвала совет BART нанять двух независимых аудиторов для расследования обстоятельств стрельбы и выработки рекомендаций по реформированию полиции транспортной системы.
Она также инициировала создание первого в истории BART комитета по проверке работы полицейского департамента, вместе с членом законодательного собрания штата Сандрой Свонсон добившись принятия закона AB 1586, который установил гражданский надзор за деятельностью полиции BART.
В то же время член совета BART Линетт Свит заявила, что «BART не справилась с ситуацией», и призвала начальника полиции и генерального директора организации уйти в отставку. Её поддержал лишь один другой член совета — Том Радулович.
После инцидента было проведено внутреннее расследование с целью определить, следует ли привлечь к ответственности других сотрудников полиции BART. 12 января 2009 года результаты этого расследования были переданы окружному прокурору для дальнейшего анализа. В ходе расследования были опрошены семь офицеров полиции BART и 33 свидетеля, однако оно не выявило конкретных нарушений и не содержало выводов или рекомендаций.
Для обеспечения независимости и объективности BART передала дело в юридическую фирму Meyers Nave, которая провела дополнительное расследование. Возглавила его Джейн Уильямс, бывший городской прокурор Сан-Леандро. Стоимость независимого расследования составила около 250 000 долларов США.
В августе фирма представила BART два отчёта, один из которых был опубликован в открытом доступе. В публичном документе указывалось, что офицеры не соблюдали рекомендованные процедуры задержания, проявляли недостатки в тактическом взаимодействии и координации действий друг с другом.
Телеканал KTVU опубликовал видеозапись с мобильного телефона, на которой было запечатлено, как офицер Энтони Пирон ударил Оскара Гранта. Это стало основанием для дополнительных мер со стороны BART. Генеральный директор организации Дороти Даггер заявила, что будет проведено «тщательное» внутреннее расследование инцидента.
Позже адвокат, представлявший интересы BART, заявил, что Грант сам спровоцировал действия Пирона, попытавшись ударить его коленом дважды. По его словам: «Мы считаем, что имела место провокация и нападение со стороны мистера Гранта, видимое на видео».
22 сентября 2009 года телеканал KTVU сообщил, что юридическая фирма Meyers Nave в своём неопубликованном отчёте рекомендовала уволить Тони Пирон и Мэрисол Доменичи. Доменичи, находившаяся в отпуске с того времени, была уволена 24 марта 2010 года, но позднее, в декабре следующего года, после обращения в трудовой арбитраж, восстановлена на должности.
Энтони Пирон был уволен 21 апреля 2010 года, после того как внутреннее расследование подтвердило факт дисциплинарного проступка. Позднее он также добился восстановления в должности через арбитраж. Процесс предполагал участие третейского судьи, назначенного из числа членов профсоюза полиции, при участии администрации BART и представителей профсоюза сотрудников. Однако процесс был временно приостановлен, поскольку Пирон служил в составе Вооружённых сил США в Афганистане.
Изнач планировалось завершить арбитраж к концу 2013 года по возвращении Пирона, однако слушания были перенесены до декабря 2014 года. 17 декабря 2014 года пресс-секретарь BART Алисия Трост сообщила журналистам, что арбитражный иск Пирона был удовлетворён частично, и решение об увольнении оставлено в силе. Адвокат Энтони Пирона Уильям Рапопорт отказался давать комментарии по поводу окончательного вердикта.

### Общественность
Протестующие организовали несколько демонстраций и маршей в течение нескольких недель после стрельбы и на протяжении судебных слушаний. Президент местного отделения NAACP Элис Хаффман заявила, что мало сомнений в том, что действия полиции были преступными. Многие журналисты и активисты указывали на значительную роль расовых факторов как в самом инциденте, так и в общественной реакции на него. Семья Оскара Гранта утверждала, что во время задержания офицеры использовали расовые оскорбления по отношению к нему.
Начальник полиции BART Гэри Ги сообщил, что внутреннее расследование не установило «никакой расовой предвзятости или связи, которая могла бы спровоцировать инцидент». Он подчеркнул необходимость оценки действий сотрудников без учёта расового фактора.
Некоторые представители общественности критиковали полицию BART за недостаточную прозрачность и эффективность расследования инцидента. Особую полемику вызвали действия сотрудников полиции по изъятию или попыткам изъятия видеозаписей у свидетелей на месте происшествия.
Стрельба также привлекла внимание политических лидеров и правозащитных организаций. Инспектор округа Аламида Кит Карсон, член городского совета Окленда Десли Брукс (представляющий район Истмонт-Семинария), а также организация Berkeley Copwatch назвали стрельбу «похожей на казнь».
Однако местные обозреватели и часть СМИ раскритиковали подобные формулировки как «провокационные» и «враждебно настроенные», указав, что такие заявления противоречат ожиданиям общества от избранных должностных лиц и могут препятствовать объективному восприятию произошедшего.
Когда судебный процесс по делу начался, возникла общественная критика в связи с тем, что в составе присяжных не оказалось ни одного представителя афроамериканской общины. Эта ситуация вызвала обеспокоенность относительно справедливости судебного разбирательства, особенно учитывая расовый контекст инцидента и широкий общественный резонанс вокруг дела.
Смерть Оскара Гранта была отнесена к числу инцидентов с применением полицейской силы, которые способствовали возникновению и развитию общенационального движения Black Lives Matter, официально учреждённого в 2013 году. Хотя движение появилось спустя несколько лет после гибели Гранта, его дело стало одной из резонансных трагедий, подстегнувших общественное недовольство убийствами афроамериканцев со стороны полиции.

### Протесты
Смертельный выстрел в Оскара Гранта стал катализатором серии протестных акций. 8 января 2009 года в Окленде прошёл марш протеста с участием около 250 человек, который вскоре перерос в массовые беспорядки. Участники акции нанесли ущерб, оцениваемый более чем в 200 тысяч долларов: были разбиты витрины магазинов и окна автомобилей, подожжены машины и мусорные баки, а также зафиксированы случаи, когда в полицейских бросали бутылки.  За нарушение общественного порядка были задержаны свыше 100 человек.
Семья Гранта призвала к сдержанности и осудила насилие. На следующий день они выступили на пресс-конференции, заявив, что не поддерживают действия участников беспорядков.
9 января полиция в спецснаряжении разогнала группу из примерно 100 демонстрантов, после того как некоторые из них начали останавливать движение транспорта и выбрасывать на улицу мусорные баки.
Протест 14 января 2009 года временно перерос в акты насилия: полиция арестовала 18 человек после того, как участники разбили окна автомобилей и магазинов в районе Окленд-Сити-Центр.
Ещё восемь человек были задержаны во время демонстрации 30 января, проходившей в ходе слушаний по делу о залоге Йоханнеса Мезерле. На этом слушании Мезерле заявил, что намеревался применить электрошокер, а не огнестрельное оружие.
Мэр Окленда Рон Деллумс призвал к отмене права Мезерле на освобождение под залог, чтобы предотвратить дальнейшее общественное напряжение и возможные вспышки насилия.
Журналист Oakland Tribune Таммерлин Драммонд критиковал часть протестующих, описав их как «самопровозглашённых „анархистов“, многие из которых даже не являлись жителями Окленда, а также подражателей членов организации „Черные пантеры“», что, по её мнению, играло на руку защите. По данным издания, такое восприятие могло усилить основания для ходатайства Йоханнеса Мезерле об изменении места проведения судебного разбирательства.
18 мая 2009 года около 100 человек провели акцию протеста у здания суда округа Аламида во время предварительного слушания по делу о стрельбе Оскара Гранта. После этого участники марша направились к полицейскому управлению Окленда, расположенному поблизости. Когда группа перекрыла движение на одной из улиц, организатор акции был арестован по подозрению в нарушении общественного порядка.
Протесты продолжались на протяжении всего досудебного процесса. Во время слушаний 19 февраля 2010 года около 50 демонстрантов с плакатами собрались у здания суда в Лос-Анджелесе. Примерно 200 человек провели акцию у станции BART «Эмбаркадеро» в Сан-Франциско 8 апреля 2010 года, требуя расформировать полицию транспортной системы и уволить офицера, присутствовавшего на месте происшествия во время стрельбы в Оскара Гранта.
После оглашения приговора 8 июля 2010 года начались мирные протесты, за что официальные лица похвалили как демонстрантов, так и правоохранительные органы за проявленную сдержанность. Однако уже тогда власти выражали опасения относительно возможных беспорядков: когда стало известно время объявления вердикта, многие жители покинули центр Окленда на поездах BART, что привело к затруднению движения на станциях, а также к плотным пробкам на автомагистралях 880 и 980.
На протяжении дня в Окленде прошли многочисленные мирные акции. К вечеру полиция быстро пресекла единичные вспышки насилия, однако с наступлением ночи неизвестные начали заниматься мародёрством, повреждая имущество местных предприятий.
Глава полиции Окленда Джо Бэттс заявил, что лица, участвовавшие в насильственных действиях, в основном не были местными жителями и не имели отношения к протестному движению против судебного решения. По его словам, это были «самопровозглашённые анархисты, почти профессионалы, которые приходят с такими толпами, чтобы создать проблемы».
В общей сложности во время протестов полиция Окленда задержала 83 человека по различным обвинениям, включая вандализм, отказ подчиняться требованиям полиции и нападение на правоохранителей. По данным начальника полиции, почти трое из четырёх арестованных не являлись жителями Окленда.
Как сообщила газета San Francisco Chronicle, многие из тех, кто наиболее агрессивно участвовал в повреждении предприятий и имущества Окленда, были организованными анархистами белой расы, одетыми в чёрную одежду. На одной из повреждённых стен была оставлена надпись: «Скажи "нет" работе. Скажи "да" мародёрству».
Некоторые должностные лица Окленда выразили сомнение в применимости термина «анархист» к участникам беспорядков. По их мнению, внешние агитаторы, участвовавшие в акциях, не придерживались какой-либо единой философии или идеологии, а просто стремились спровоцировать конфликт и создать проблемы.

## Гражданские иски
После инцидента было подано несколько судебных исков против полиции BART, два из которых дошли до рассмотрения в суде. 6 января 2009 года оклендский адвокат Джон Беррис подал гражданский иск от имени семьи Оскара Гранта (его матери, сестры, дочери и девушки) о компенсации в размере 25 миллионов долларов за неправомерную смерть.
В феврале 2009 года Джон Беррис также подал иски от имени пяти друзей Оскара Гранта, которым было причинено моральное и физическое страдание в результате задержания. Общая сумма требований составила 1,5 миллиона долларов. В иске утверждалось, что полиция BART незаконно задержала молодых людей на протяжении пяти часов после инцидента, провела неправомерный обыск, применяла чрезмерную силу и совершила ложный арест.
Позже адвокат Джон Беррис увеличил сумму требований от семьи Оскара Гранта до 50 миллионов долларов. Однако, согласно данным его юридической фирмы, гражданское дело было частично урегулировано: транспортная система BART выплатила дочери Гранта 5,1 миллиона долларов (включая начисленные проценты) и его матери — 1,3 миллиона долларов. Пять друзей Гранта, подавших иск о чрезмерном применении силы и незаконном задержании, также уладили свои дела с BART и получили общую компенсацию в размере 175 тысяч долларов.
Отец Оскара, который находился в тюрьме ещё до рождения своего сына, также подал отдельный гражданский иск против Йоханнеса Мезерле, требуя компенсации ущерба, связанного с его гибелью.
Зепория Смит, мать Джонни Колдуэлла (друга Гранта), подала гражданский иск против полиции BART в 2011 году, после гибели её сына в результате другого инцидента. В своём заявлении она утверждала, что офицер Мэрисоль Доменичи применила чрезмерную силу к Колдуэллу во время его задержания на платформе станции Фрутвейл.
Согласно видеозаписи с допроса 2009 года, Колдуэлл показал, что после выстрела в Гранта Доменичи протащила его по платформе, угрожала применением электрошокера и толкнула на уходящий поезд.
В 2014 году гражданское жюри рассмотрело два связанных дела: иск отца Гранта и иск Зепории Смит. 1 июля 2014 года присяжные отклонили требования отца Гранта, постановив, что его длительное тюремное заключение до рождения сына препятствовало установлению близких личных отношений, а потому он не имел права на полагающуюся компенсацию за моральный ущерб, связанную со смертью своего ребёнка.
На том же судебном процессе присяжные вынесли решение в пользу офицера Мэрисоль Доменичи по иску Зепории Смит. Один из членов жюри отметил, что ключевым фактором стало отсутствие видеозаписи, подтверждающей утверждения её сына Джонни Колдуэлла о применении к нему чрезмерной силы со стороны Доменичи.

## Культурное влияние
- Документальный фильм «Операция „Маленький топор“» (2010), снятый режиссёром Адиму Мадюн, посвящён проблеме полицейского насилия в районе залива Сан-Франциско, включая инциденты со стрельбой в Оскара Гранта III и Лавелла Миксона, который позднее был обвинён в убийстве четырёх полицейских. Фильм получил награду Rise Up Award на киноконкурсе The Patois International Rights Festival в Новом Орлеане в 2010 году.[168] Автором сценария стал Дж. Р. Валрей, журналист и активист, работавший ранее волонтёром в области прав человека и сотрудничавший с радиостанцией KPFA-FM в Сан-Франциско.[169][170]
- Калифорнийская инди-рок-группа Rogue Wave из Окленда упомянула о нём в песне «Solitary Gun», вошедшей в альбом Permalight 2010 года.[171] В тексте одной из строк говорится: «Сошёл с поезда и стал искать знаки Фрутвейла. Январский воздух хлестнул меня по позвоночнику».
- В 2011 году хип-хоп-дуэт из Сиэтла Blue Scholars выпустило альбом Cinemetropolis, в который вошла песня «Oskar Barnack ∞ Oscar Grant». Название композиции сочетает имя Оскара Гранта с псевдонимом Oskar Barnack, что является отсылкой к основателю компании Leica Camera. Текст песни посвящён теме использования гражданами полицейских видеосъёмок для фиксации действий правоохранительных органов, в том числе инцидента с убийством Оскара Гранта.[172]
- В январе 2013 года режиссёр Райан Куглер представил фильм «Фрутвейл» (позже переименованный в «Станция Фрутвейл» ), драматизированный портрет Оскара Гранта. Лента повествует о его последних 24 часах жизни, показывая героя в кругу семьи, друзей, а также на работе. Для создания фильма Куглер использовал реальные кадры, записанные очевидцами во время инцидента в системе BART. Съёмки проходили в Окленде, Сан-Франциско, Сан-Леандро и в тюрьме Сан-Квентин. Главные роли исполнили Майкл Б. Джордан в роли Оскара Гранта и Октавия Спенсер как его мать Ванда.  26 января 2013 года фильм получил Гран-при жюри за лучший драматический фильм, а также приз зрительских симпатий в той же категории на кинофестивале «Сандэнс» 2013 года.
- В 2014 году драматург Чинака Ходж представил премьеру пьесы «В погоне за Мезерле», в которой рассказывается о молодом жителе Окленда по имени Уоттс, одержимом идеей выследить и убить офицера Йоханнеса Мезерле. Через призму художественного вымысла произведение освещает последствия инцидента с точки зрения его влияния на местное сообщество, а также вопросы справедливости, расы и насилия.[173]
- В 2017 году писательница Энджи Томас опубликовала свой дебютный роман «Ненависть, которую вы порождаете» (The Hate U Give). История была основана на коротком рассказе, написанном ею во время учёбы в колледже, который был вдохновлён инцидентом со стрельбой в Оскара Гранта. Роман поднимает вопросы системного расового неравенства, полицейского насилия и травмы, вызванной убийством безоружного афроамериканского молодого человека, что отражает реальные события 2009 года.
- В 2019 году Дэвид Диггс и Рафаэль Касаль выпустили свой альбом Seven Nights in Chicago. Трек «Breath» отсылает к расстрелу Оскара Гранта.[174]
- В 2019 году музыканты Давид Диггс и Рафаэль Касаль выпустили альбом Seven Nights in Chicago, в который вошёл трек «Breath», содержание которого содержит отсылки к убийству Оскара Гранта. Песня посвящена вопросам полицейского насилия и расовой несправедливости, используя личную драму и социальный контекст инцидента.